# تاکدا نوبوکادو

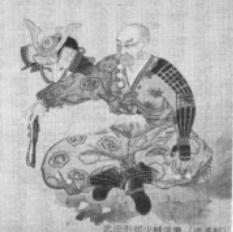
تاکدا نوبوکادو

تاکدا نوبوکادو (به ژاپنی: 武田 信廉 Takeda Nobukado) (۱۵۲۹–۱۵۸۲ میلادی)؛ بک سامورایی در دوره سنگوکو و یکی از ۲۴ ژنرال تاکدا شینگن و همچنین برادر تاکدا شینگن بود.